# セルフクンニ
セルフクンニは、女性が自分の舌で性器を刺激するオナニーの一種である。Autocunnilingusとも言う。

## ドキュメント
セルフクンニを実行するには、曲芸師のように非常に高度な柔軟性が必要である。 